# Joensuun Maila
Joensuun Maila (JoMa) är en bobollklubb från Joensuu, Finland. Klubben grundades i 1958.
Klubbens herrlag spelar i Superpesis och har vunnit två FM-guld (senast 2019). Klubbens representativa damlag flyttades upp till Damernas Superpesis för säsongen 2020 och har sedan dess spelat på högsta serienivå kontinuerligt. Damernas representationslag gick vidare till slutspelet för första gången i sin historia säsongen 2023.